# Serge Noirsain
Serge Noirsain, né le 21 avril 1944, est un historien belge spécialiste de la guerre de Sécession. 

## Biographie
Il a dirigé le service de la Culture puis de l'Information d'Ixelles (Bruxelles) et est également un membre actif de l'Association française CSS Alabama et correspondant en Belgique du Civil War Preservation Trust. Il collabore également aux publications de la Confederate Historical Association of Belgium.C'est de loin le plus prolifique des spécialistes francophones du Texas et aussi de la guerre de Sécession. Il a publié plus d'une centaine d'articles de fonds et quatre livres sur ces sujets (dont le l'ouvrage sur la flotte européenne de la Confédération qui a fait date). Le goût de Serge Noirsain pour cette période lui a certainement été infusé par deux de ses ancêtres qui lui ont légué leurs volumineuses archives (notes, correspondances et un mémoire) qui traitent de leurs rencontres avec les Indiens, les Mexicains et les Confédérés de 1855 à 1867. Parmi les auteurs francophones qui abordent ce tournant de l'histoire des États-Unis, il est incontestablement le seul à pouvoir se réclamer d'un pareil héritage.